# باشگاه فوتبال لدرهد
باشگاه فوتبال لدرهد (به انگلیسی: Leatherhead Football Club) یک باشگاه فوتبال در شهر لیترهید، کشور انگلستان است که در سال ۱۹۰۷ میلادی تأسیس شده‌است.